# Sylvia Vrethammar
Sylvia Vrethammar, de son vrai nom Eva Sylvia Vrethammar, née le 22 août 1945 à Uddevalla, est une chanteuse suédoise.

## Biographie
Elle est la fille de Harald Vrethammar, un instituteur, et Britta Vrethammar, une professeur d'éducation musicale, spécialisée dans le piano.
Depuis son enfance, Sylvia rêve de devenir pianiste, et a donc commencé ses études à l'Andersson Richard école de musique de Stockholm avec Astrid Berwald en tant qu'enseignante, puis poursuit ses études de piano à l'École royale supérieure de musique de Stockholm, mais elle n'a jamais suivi la formation, finalement Sylvia entreprend de la garde d'enfants. 
En 1967, elle débute la chanson à chanter dans le trio Rune Öfwermans, l'année suivante, elle fait ses débuts à la télévision. 
En 1969, elle enregistre son premier album.
Sylvia est surtout connue de son interprétation de la chanson Viva España en version anglaise, en 1974, qui atteint le top 4 dans le UK Singles Chart en septembre 1974, pendant 6 mois.
Depuis 1990, Sylvia vit dans un village à proximité de Cologne, en Allemagne, gardant la nationalité suédoise.
Elle participera la 4e demi-finale des Melodifestivalen 2013.